# George Porter
George Porter (6.12.1920 – 31.8.2002) là nhà hóa học người Anh, đã đoạt Giải Nobel Hóa học năm 1967.

## Cuộc đời và Sự nghiệp
Porter sinh tại Stainforth, gần Thorne, Yorkshire. Ông học ở "trường trung học Thorne", sau đó được một học bổng để vào học trường Đại học Leeds. Ông đậu bằng cử nhân hóa học. Sau đó ông gia nhập đội quân dự bị của Hải quân Hoàng gia Anh trong thời Chiến tranh thế giới thứ hai.
Sau chiến tranh, Porter vào nghiên cứu tại Đại học Cambridge dưới sự hướng dẫn của Norrish. Ban đầu ông nghiên cứu việc phát triển kỹ thuật quang phân nhanh (flash photolysis) để có được thông tin về các loại phân tử ngắn hạn, đưa ra bằng chứng đầu tiên về gốc tự do. Ông đã sử dụng kỹ thuật nghiên cứu các chi tiết chính xác của các phản ứng ánh sáng của sự quang hợp, đặc biệt về vấn đề có thể áp dụng nền kinh tế hiđrô, mà ông là một người ủng hộ mạnh mẽ.
Ông làm phó giám đốc British Rayon Research Association (Hiệp hội nghiên cứu tơ nhân tạo Anh) năm 1953-1954, nơi ông nghiên cứu phototendering của vải sợi cellulose nhuộm trong ánh sáng mặt trời.
Porter trở thành giáo sư hóa học và giám đốc của Royal Institution (Viện Hoàng gia Anh) năm 1966. Trong thời gian này Porter đã có công trong việc thiết lập công ty Vật lý quang học ứng dụng (Applied Photophysics), một công ty được lập ra để cung cấp thiết bị dựa trên công trình nghiên cứu của nhóm ông. Năm 1967, ông làm giáo sư thỉnh giảng ở University College London.

## Giải thưởng và Vinh dự
- Ông được trao Giải Nobel Hóa học năm 1967 chung với Manfred Eigen và Ronald George Wreyford Norrish.[5]
- Chủ tịch Hội hoàng gia Luân Đôn 1985–1990,
- Huy chương Davy năm 1971
- Huy chương Rumford năm 1978
- Huy chương Ellison-Cliffe năm 1991
- Huy chương Copley năm 1992
- Ông được phong hầu tước năm 1972
- Thượng nghị sĩ Thượng Nghị viện Vương quốc Anh, chức Baron Porter of Luddenham năm 1990.
- Chancellor[6] của Đại học Leicester từ 1984 tới 1995. Năm 2001, tòa nhà Phân khoa hóa học của Đại học này được đặt theo tên ông.